# Matamoros (Coahuila)
Matamoros – miasto w Meksyku, w stanie Coahuila.